# Брагасарг
Брагасарг (фр. Bragassargues) насеље је и општина у јужној Француској у региону Лангдок-Русијон, у департману Гар која припада префектури Виган.
По подацима из 2011. године у општини је живело 139 становника, а густина насељености је износила 18,56 становника/km². Општина се простире на површини од 7,49 km². Налази се на средњој надморској висини од 70 метара (максималној 243 m, а минималној 69 m).

## Демографија
| 1962. | 1968. | 1975. | 1982. | 1990. | 1999. | 2011. |
| ----- | ----- | ----- | ----- | ----- | ----- | ----- |
| 73    | 76    | 54    | 68    | 94    | 94    | 139   |

График промене броја становника у току последњих година